# Sphodros
Genre
Sphodros est un genre d'araignées mygalomorphes de la famille des Atypidae.

## Distribution
Les espèces de ce genre se rencontrent en Amérique du Nord.

## Liste des espèces
Selon World Spider Catalog (version 14.0, 2013) :
- Sphodros abboti Walckenaer, 1835
- Sphodros atlanticus Gertsch & Platnick, 1980
- Sphodros coylei Gertsch & Platnick, 1980
- Sphodros fitchi Gertsch & Platnick, 1980
- Sphodros niger (Hentz, 1842)
- Sphodros paisano Gertsch & Platnick, 1980
- Sphodros rufipes (Latreille, 1829)

## Publication originale
- Walckenaer, 1835 : Mémoire sur une nouvelle espèce de Mygale, sur les théraphoses et les divers genres dont se compose cette tribu d'Aranéides. Annales de la Société Entomologique de France, vol. 4, p. 637-651.